# Luke Letlow
Luke Joshua Letlow (Monroe, Luisiana; 6 de diciembre de 1979-Shreveport, Luisiana; 29 de diciembre de 2020) fue un político estadounidense, miembro del Partido Republicano por el cual fue elegido como representante del quinto distrito del Congreso de Luisiana en la Cámara de Representantes de los Estados Unidos para 2020, sin embargo murió de COVID-19 antes de que pudiese tomar posesión del cargo. Antes de su elección al Congreso, se desempeñó como jefe de gabinete del representante Ralph Abraham.

## Biografía

### Primeros años y educación
Fue criado en la comunidad rural no incorporada de Start, al este de Monroe en los Estados Unidos. Era el hijo menor de Dianne y Johnny Letlow. Se graduó de Ouachita Christian High School y obtuvo una licenciatura en sistemas de información informática por la Louisiana Tech University en 2003. Durante su paso por dicha universidad, Letlow fue pasante de John Cooksey en 2000, cuando este representaba el quinto distrito del Congreso de Luisiana en la Cámara de Representantes de los Estados Unidos. Además se desempeñó como presidente del Louisiana Tech College Republicans en 2001 y fue miembro de la Federación de Universitarios Republicanos de Luisiana en 2002.

### Carrera política
Letlow trabajó para Bobby Jindal durante su mandato en la Cámara de Representantes de los Estados Unidos para el primer distrito del Congreso de Luisiana como su director de distrito del Congreso de 2005 a 2008 y durante el primer mandato e igualmente como gobernador de Luisiana y director de asuntos intergubernamentales durante los años 2008 a 2010. Luego trabajó como director de asuntos gubernamentales y comunitarios en la compañía de energía con sede en Denver QEP Resources, posteriormente Letlow regresó a Luisiana en 2014 para desempeñarse como director de campaña del candidato Ralph Abraham durante su elección para el quinto distrito del Congreso de Luisiana. Por otro lado se desempeñó como jefe de personal de Abraham durante sus tres mandatos.
Después de que Abraham decidiera no buscar la reelección en 2020, el 9 de marzo del mismo año Letlow anunció su candidatura. Abraham lo respaldó públicamente al mismo tiempo que el anuncio de Letlow. En la primaria general no partidista del 3 de noviembre terminó en primer lugar con el 33% de los votos, mientras que el representante estatal Lance Harris, un compañero republicano, obtuvo el segundo lugar con el 17 %. Letlow ganó la segunda vuelta electoral del 5 de diciembre con un total del 62 % de los votos.

### Fallecimiento
El 18 de diciembre de 2020 durante la pandemia de COVID-19, Letlow anunció que había dado positivo por el virus. Fue hospitalizado en Monroe. Después de que su condición se deterioró, el 29 de diciembre fue trasladado a la unidad de cuidados intensivos de Ochsner LSU Health Shreveport donde falleció a la edad de 41 años debido a contraer el virus COVID-19. En su honor el gobernador de Luisiana, John Bel Edwards, ordenó que las banderas del estado ondearan a media asta el día del funeral del congresista electo.